# Hôtel de Choudens
L’hôtel de Choudens est un ancien hôtel particulier situé à Paris en France.

## Histoire
Construit en 1901 par l’architecte Charles Girault pour l’éditeur de musique Paul de Choudens, son épouse et ses trois filles, l’hôtel particulier abrite de 1943 à 1997 une école de théâtre, dite École de la rue Blanche. 
Il fait l'objet d’une inscription au titre des monuments historiques depuis le 25 mars 1980.
Laissé à l'abandon et transformé en squat, l’hôtel est cédé par la Ville de Paris en 2013 aux frères Benzaquen, qui le restaurent entièrement. 
Depuis 2018, devenu un club semi-privé, il abrite un restaurant, une salle de sport sur trois étages, une piscine et une petite salle de cinéma,.